# (5157) Hindemith
(5157) Hindemith (1973 UB5) – planetoida z pasa głównego asteroid okrążająca Słońce w ciągu 5,76 lat w średniej odległości 3,21 j.a. Odkryta 27 października 1973 roku.